# Daniel Pancu
Daniel Gabriel Pancu (ur. 17 sierpnia 1977 w Jassach) – rumuński piłkarz występujący na pozycji ofensywnego pomocnika lub napastnika.

## Kariera klubowa
Pancu karierę rozpoczynał w klubie z rodzinnego miasta – Politehnice Jassy. Do jego pierwszej drużyny, wówczas występującej w drugiej lidze został przesunięty w sezonie 1994/1995. W lidze zagrał wówczas 15 razy. Z klubem wywalczył także awans do ekstraklasy. Tam stał się podstawowym graczem Politehniki. Na koniec sezonu 1995/1996 zajął z klubem ostatnie, osiemnaste miejsce w lidze i powrócił z nim do drugiej ligi. Tam Pancu spędził jeszcze pół roku. W sumie rozegrał tam 55 spotkań i zdobył 4 bramki.
W styczniu 1997 podpisał kontrakt z pierwszoligowym Rapidem Bukareszt. Był tam graczem wyjściowego składu. W 1999 roku wywalczył z klubem mistrzostwo Rumunii. W tym samym roku został także królem strzelców ligi rumuńskiej. Łącznie spędził tam dwa i pół roku, w ciągu którego wystąpił tam 77 razy i strzelił 23 gole.
Latem 1999 roku za 1,2 miliona euro trafił do włoskiego drugoligowca – AC Ceseny. Przez cały sezon rozegrał tam 34 spotkania i zdobył 3 bramki. Natomiast w lidze zajął z klubem siedemnaste miejsce i po barażach spadł z nim do trzeciej ligi. Wówczas jednak zdecydował się na powrót do Rapidu Bukareszt. Tam grał przez kolejne dwa lata.
W 2002 roku przeszedł do tureckiego Beşiktaşu JK. W pierwszym sezonie został z tym klubem mistrzem Turcji. W styczniu 2006 został wypożyczony do Rapidu Bukareszt, w którym grał do końca sezonu 2005/2006. Po jego zakończeniu odszedł do Bursasporu. W sumie w barwach Beşiktaşu zagrał 80 razy i zdobył 16 bramek.
W Bursasporze zadebiutował 13 sierpnia 2006 w przegranym 1-2 meczu z Kayseri Erciyesspor, rozegranym w ramach rozgrywek tureckiej ekstraklasy. W drużynie z Bursy spędził w sumie półtora roku. Łącznie rozegrał tam 32 spotkania i strzelił 3 gole.
W styczniu 2008 powrócił do Rumunii, a konkretnie do Rapidu Bukareszt, którego zawodnikiem został po raz czwarty. Tym razem grał tam przez pół roku. Wystąpił tam w 8 ligowych pojedynkach, w których zdobył 2 bramki, a po zakończeniu sezonu 2007/2008 odszedł z klubu.
W lipcu 2008 podpisał kontrakt z rosyjskim Terekiem Grozny. Pierwszy występ zanotował tam 20 lipca 2008 w bezbramkowo zremisowanym spotkaniu z Rubinem Kazań. W sezonie 2009 także występował z tym klubem w rozgrywkach Rosyjskiej Premier Ligi.
W 2010 roku Pancu grał najpierw w bułgarskim CSKA Sofia, a następnie wrócił do Rumunii i występował w FC Vaslui. W 2011 roku wrócił do Rapidu Bukareszt. W sezonie 2015/2016 grał w FC Voluntari.

## Kariera reprezentacyjna
Pancu jest reprezentantem Rumunii. W drużynie narodowej zadebiutował 6 października 2001 w zremisowanym 1-1 meczu z Gruzją. Dotychczas w kadrze rozegrał 27 spotkań i zdobył 9 bramek (stan na kwiecień 2009).